# CASA–CE
Convergència Ampla de Salvació d'Angola - Coalició Electoral (portuguès: Convergência Ampla de Salvação de Angola – Coligação Eleitoral, CASA–CE) és una aliança política d'Angola. Es va presentar per primer cop a les eleccions legislatives d'Angola de 2012, en les que va obtenir aproximadament el 6,00% dels vots i vuit escons a l'Assemblea Nacional d'Angola. El seu cap de llista era Abel Chivukuvuku, que va quedar en tercer lloc en les eleccions a president d'Angola.

## Història
L'afebliment d'UNITA després de la derrota a les eleccions legislatives d'Angola de 2008 va crear un clima d'insatisfacció dins del partit, causat principalment pel lideratge d'Isaías Samakuva (més en sintonia amb esls ideals de dreta).
Els corrents de centre, agrupats sota la figura d'Abel Chivukuvuku, anhelaven més espai i una direcció ideològica més pragmàtica en el partit. No obstant això, l'ala de Samakuva es va resistir aquestes intencions.
El març de 2012 alguns líders prominents abandonaren UNITA, inclòs Chivukuvuku, que va fundar una nova coalició electoral, CASA (Convergência Ampla de Salvação de Angola), que s'enfrontaria tant a UNITA i FNLA, com al MPLA. La coalició CASA-CE aplegaria els partits Partido de Aliança Livre de Maioria Angolana (PALMA), Partido de Apoio para Democracia e Desenvolvimento de Angola – Aliança Patriótica (PADDA-AP), Partido Pacífico Angolano (PPA) i Partido Nacional de Salvação de Angola (PNSA).
En maig de 2013 la coalició va realitzar el seu primer congrés, on s'esperava que CASA-CE es transformés en un partit polític, però això no va esdevenir. El mateix congrés va definir CASA-CE com de centre-esquerra, amb una ideologia federalista i socialdemòcrata. Segons el comunicat oficial de la coalició a la premsa, CASA-CE té els següents valors: "Unitat en la Diversitat, la Pau, la Reconciliació Nacional, l'Estabilitat, la Solidaritat, la Democràcia, i el Desenvolupament Econòmic Sostingut, Humà i Equilibrat." De cara a les eleccions legislatives d'Angola de 2017 CASA-CE ha aconseguit l'adhesió del "Bloc Democràtic" de Justino Pinto de Andrade, però patí algunes defeccions de càrrecs importants de la coalició.